# Хопто-Терер
Хопто́-Тере́р (рос. Хопто-Терер)— острів-скеля у Східно-Сибірському морі, є частиною Ляховських островів. Територіально належить до Республіки Саха, Росія.

Розташований біля південно-східного краю Великого Ляховського острову, навпроти мису Шалаурова. Острів скелястий округлої форми. Береги високі.